# Haas VF-23
Der Haas VF-23 ist der Formel-1-Rennwagen von Haas für die Formel-1-Weltmeisterschaft 2023. Er ist der achte Formel-1-Wagen des Teams. Die Lackierung des Wagens wurde am 31. Januar 2023 online vorgestellt. Bereits im Dezember 2022 erhielt das Auto als erstes der 2023er Modelle die Homologation durch die FIA. Gefahren wurde der VF-23 im zweiten Jahr in Folge von Kevin Magnussen, der bereits von 2017 bis 2020 für das Team fuhr, sowie von Nico Hülkenberg, der 2023 nach drei Jahren ohne Vollzeitvertrag in die Formel 1 zurückkehrte.
Die Bezeichnung des Wagens ist eine Anspielung auf die VF-1, die erste CNC-Maschine, die Haas Automation produzierte. Obwohl das V dabei für vertical steht, wurde der Name der Maschine firmenintern als Abkürzung für Very First One (deutsch: Allererste) verwendet.

## Technik und Entwicklung
Wie alle Formel-1-Fahrzeuge des Jahres 2023 ist der VF-23 ein hinterradangetriebener Monoposto mit einem Monocoque aus kohlenstofffaserverstärktem Kunststoff (CFK). Außer dem Monocoque bestehen auch viele weitere Teile des Fahrzeugs, darunter die Karosserieteile und das Lenkrad aus CFK. Auch die Bremsscheiben sind aus einem mit Kohlenstofffasern verstärkten Verbundwerkstoff.
Der VF-23 ist das Nachfolgemodell des VF-22 und dessen Weiterentwicklung. Das technische Reglement hat sich für die Saison 2023 in einigen Bereichen geringfügig geändert, die zum einen die Sicherheit der Fahrzeuge und die Aerodynamik betreffen. 
Angetrieben wird der VF-23 von einem 1,6-Liter-V6-Motor von Ferrari in der Fahrzeugmitte mit Turbolader sowie einem 120 kW starken Elektromotor; es ist also ein Hybridelektrokraftfahrzeug. Das sequentielle Getriebe des Wagens hat acht Gänge. Der Gangwechsel wird über Schaltwippen am Lenkrad ausgelöst. Das Fahrzeug hat nur zwei Pedale, ein Gaspedal (rechts) und ein Bremspedal (links). Genau wie viele andere Funktionen wird die Kupplung, die nur beim Anfahren aus dem Stand gebraucht wird, über einen Hebel am Lenkrad bedient.
Der Wagen ist mit 305 mm breiten Vorderreifen und mit 405 mm breiten Hinterreifen des Einheitslieferanten Pirelli ausgestattet, die auf 13-Zoll-Rädern montiert sind.
Der VF-23 hat, wie alle Formel-1-Fahrzeuge seit 2011, ein Drag Reduction System (DRS), das durch Flachstellen eines Teils des Heckflügels den Luftwiderstand des Fahrzeugs auf den Geraden verringert, wenn es eingesetzt werden darf. Auch das DRS wird mit einem Schalter am Lenkrad des Wagens aktiviert.
Der VF-23 ist mit dem Halo-System ausgestattet, das einen zusätzlichen Schutz für den Kopf des Fahrers bietet.

## Lackierung und Sponsoring
Die Lackierung des VF-23 ist in Rot, Weiß und Schwarz gehalten - allesamt Schlüsselfarben sowohl für den Titelsponsor MoneyGram International Inc. als auch für das MoneyGram Haas F1 Team. Es ist das erste Mal seit dem Haas VF-19, dass Haas ein überwiegend dunkles Farbschema für sein Auto verwendet.
Die Lackierung integriert das Branding von MoneyGram und ist nach Rich Energy und Uralkali der dritte Titelsponsor des Teams; MoneyGram wurde erstmals beim Großen Preis der USA 2022 bekannt gegeben. Darüber hinaus gab das Team im Vorfeld der Saison, am 16. Februar 2023, eine Partnerschaft mit Chipotle Mexican Grill bekannt. Während der drei amerikanischen Grands Prix in Miami, Austin und Las Vegas war das Chipotle Mexican Grill-Logo sowohl auf der Nase als auch auf der Seite des VF-23 zu sehen.

## Ergebnisse

### Vereinfachte Darstellung
| Fahrer                          | Nr.                             | 1  | 2  | 3    | 4  | 5  | 6 | 7    | 8  | 9  | 10  | 11  | 12 | 13 | 14 | 15 | 16 | 17 | 18 | 19 | 20  | 21  | 22   | 23 | Punkte | Rang |
| ------------------------------- | ------------------------------- | -- | -- | ---- | -- | -- | - | ---- | -- | -- | --- | --- | -- | -- | -- | -- | -- | -- | -- | -- | --- | --- | ---- | -- | ------ | ---- |
| Formel-1-Weltmeisterschaft 2023 | Formel-1-Weltmeisterschaft 2023 |    |    |      |    |    |   |      |    |    |     |     |    |    |    |    |    |    |    |    |     |     |      |    | 12     | 10.  |
| K. Magnussen                    | 020                             | 13 | 10 | *17* | 13 | 10 | C | *19* | 18 | 17 | 18  | DNF | 17 | 15 | 16 | 18 | 10 | 15 | 14 | 14 | DNF | DNF | 13   | 20 | 12     | 10.  |
| N. Hülkenberg                   | 27                              | 15 | 12 | 7    | 17 | 15 | C | 17   | 15 | 15 | DNF | 13  | 14 | 18 | 12 | 17 | 13 | 14 | 16 | 11 | 13  | 12  | *19* | 15 | 12     | 10.  |

| Legende  | Legende            | Legende                                                          |
| Farbe    | Abkürzung          | Bedeutung                                                        |
| -------- | ------------------ | ---------------------------------------------------------------- |
| Gold     | –                  | Sieg                                                             |
| Silber   | –                  | 2. Platz                                                         |
| Bronze   | –                  | 3. Platz                                                         |
| Grün     | –                  | Platzierung in den Punkten                                       |
| Blau     | –                  | Klassifiziert außerhalb der Punkteränge                          |
| Violett  | DNF                | Rennen nicht beendet (did not finish)                            |
| Violett  | NC                 | nicht klassifiziert (not classified)                             |
| Rot      | DNQ                | nicht qualifiziert (did not qualify)                             |
| Rot      | DNPQ               | in Vorqualifikation gescheitert (did not pre-qualify)            |
| Schwarz  | DSQ                | disqualifiziert (disqualified)                                   |
| Weiß     | DNS                | nicht am Start (did not start)                                   |
| Weiß     | WD                 | zurückgezogen (withdrawn)                                        |
| Hellblau | PO                 | nur am Training teilgenommen (practiced only)                    |
| Hellblau | TD                 | Freitags-Testfahrer (test driver)                                |
| ohne     | DNP                | nicht am Training teilgenommen (did not practice)                |
| ohne     | INJ                | verletzt oder krank (injured)                                    |
| ohne     | EX                 | ausgeschlossen (excluded)                                        |
| ohne     | DNA                | nicht erschienen (did not arrive)                                |
| ohne     | C                  | Rennen abgesagt (cancelled)                                      |
| ohne     | keine WM-Teilnahme |                                                                  |
| sonstige | P/fett             | Pole-Position                                                    |
| sonstige | 1/2/3/4/5/6/7/8    | Punktplatzierung im Sprint-/Qualifikationsrennen                 |
| sonstige | SR/kursiv          | Schnellste Rennrunde                                             |
| sonstige | *                  | nicht im Ziel, aufgrund der zurückgelegten Distanz aber gewertet |
| sonstige | ()                 | Streichresultate                                                 |
| sonstige | unterstrichen      | Führender in der Gesamtwertung                                   |

### Detaillierte Darstellung inkl. Sprintrennen (SPR) und Hauptrennen (HAU)
| Pos                             | Fahrer        | Nr. | 1   | 2   | 3    | 4   | 4   | 5   | 6   | 7    | 8   | 9  | 10 | 10  | 11  | 12 | 13 | 13 | 14 | 15 | 16 | 17 | 18  | 18 | 19 | 19 | 20  | 21 | 21  | 22   | 23 | Punkte |
| ------------------------------- | ------------- | --- | --- | --- | ---- | --- | --- | --- | --- | ---- | --- | -- | -- | --- | --- | -- | -- | -- | -- | -- | -- | -- | --- | -- | -- | -- | --- | -- | --- | ---- | -- | ------ |
| Formel-1 Weltmeisterschaft 2023 |               |     |     |     |      |     |     |     |     |      |     |    |    |     |     |    |    |    |    |    |    |    |     |    |    |    |     |    |     |      |    |        |
| SPR                             | HAU           | SPR | HAU | SPR | HAU  | SPR | HAU | SPR | HAU | SPR  | HAU |    |    |     |     |    |    |    |    |    |    |    |     |    |    |    |     |    |     |      |    |        |
| 19.                             | K. Magnussen  | 20  | 13  | 10  | *17* | 11  | 13  | 10  | C   | *19* | 18  | 17 | 14 | 18  | DNF | 17 | 14 | 15 | 16 | 18 | 10 | 15 | 13  | 14 | 18 | 14 | DNF | 16 | DNF | 13   | 20 | 3      |
| 16.                             | N. Hülkenberg | 27  | 15  | 12  | 7    | 15  | 17  | 15  | C   | 17   | 15  | 15 | 6  | DNF | 13  | 14 | 17 | 18 | 12 | 17 | 13 | 14 | DNF | 16 | 15 | 11 | 13  | 18 | 12  | *19* | 15 | 9      |

| Legende  | Legende            | Legende                                                          |
| Farbe    | Abkürzung          | Bedeutung                                                        |
| -------- | ------------------ | ---------------------------------------------------------------- |
| Gold     | –                  | Sieg                                                             |
| Silber   | –                  | 2. Platz                                                         |
| Bronze   | –                  | 3. Platz                                                         |
| Grün     | –                  | Platzierung in den Punkten                                       |
| Blau     | –                  | Klassifiziert außerhalb der Punkteränge                          |
| Violett  | DNF                | Rennen nicht beendet (did not finish)                            |
| Violett  | NC                 | nicht klassifiziert (not classified)                             |
| Rot      | DNQ                | nicht qualifiziert (did not qualify)                             |
| Rot      | DNPQ               | in Vorqualifikation gescheitert (did not pre-qualify)            |
| Schwarz  | DSQ                | disqualifiziert (disqualified)                                   |
| Weiß     | DNS                | nicht am Start (did not start)                                   |
| Weiß     | WD                 | zurückgezogen (withdrawn)                                        |
| Hellblau | PO                 | nur am Training teilgenommen (practiced only)                    |
| Hellblau | TD                 | Freitags-Testfahrer (test driver)                                |
| ohne     | DNP                | nicht am Training teilgenommen (did not practice)                |
| ohne     | INJ                | verletzt oder krank (injured)                                    |
| ohne     | EX                 | ausgeschlossen (excluded)                                        |
| ohne     | DNA                | nicht erschienen (did not arrive)                                |
| ohne     | C                  | Rennen abgesagt (cancelled)                                      |
| ohne     | keine WM-Teilnahme |                                                                  |
| sonstige | P/fett             | Pole-Position                                                    |
| sonstige | 1/2/3/4/5/6/7/8    | Punktplatzierung im Sprint-/Qualifikationsrennen                 |
| sonstige | SR/kursiv          | Schnellste Rennrunde                                             |
| sonstige | *                  | nicht im Ziel, aufgrund der zurückgelegten Distanz aber gewertet |
| sonstige | ()                 | Streichresultate                                                 |
| sonstige | unterstrichen      | Führender in der Gesamtwertung                                   |